# Rak śródnabłonkowy
Rak śródnabłonkowy (łac. carcinoma intraepitheliale) to postać nowotworu, który ograniczony jest do tkanki nabłonkowej danego narządu, nie rozprzestrzenił się na okoliczne organy ani nie zaatakował innych tkanek. Rak śródnabłonkowy jest nowotworem o wysokiej wyleczalności.